# Georg Smolka
Georg Smolka (* 8. Februar 1901 in Breslau; † 3. April 1982 in Weßling) war ein deutscher Historiker.

## Leben
Nach dem Abitur 1920 am Matthias-Gymnasium studierte er Theologie, Pädagogik, Philosophie, Geschichte und Geographie in Breslau, Berlin, Dresden und München. Zu seinen Lehrern gehörten Aloys Fischer, Walter Rehm und Johannes Spörl. 1925 wurde Smolka in München zum Dr. phil. promoviert mit einer Dissertation über Johann Theodor Rottels. Ab 1929 arbeitete er als Historiker im Auftrag für die Library of Congress und die Zentralstelle für Nachkriegsgeschichte. Während des Zweiten Weltkriegs leistete er Kriegsdienst. 
1947 begann Smolka als Dozent an der Hochschule für Verwaltungswissenschaften in Speyer zu lehren. 1953 habilitierte er sich in Mittlerer und Neuerer Geschichte an der Universität München bei Franz Schnabel. Anschließend war er als kurzzeitig als Privatdozent in München tätig. 1954 wurde er außerordentlicher Professor an der Hochschule für Verwaltungswissenschaften in Speyer. 1960 folgte er dem Ruf auf den dortigen Lehrstuhl für Neuere Politische Geschichte, später Neuere Geschichte. 1969 wurde er emeritiert.
Smolka war Mitglied der Görres-Gesellschaft.

## Schriften (Auswahl)
- Joh. Theodor Rottels, sein Leben und Werk. Der Versuch einer philosophischen Pädagogik auf dem Boden des spekulativen Idealismus. Berlin 1926, OCLC 1040128441, (München, Universität, Dissertation, 1925).
- Deutschland und Polen in ihrer Geschichte. Verbindendes und Trennendes. Sonderdruck des Vortrags vom 17.10.1965 aus Anlaß der Jahrestagung. Eichendorffgilde, Stuttgart 1965, OCLC 314297873.
- Abendländische Einheit – europäische Wirklichkeit. Ausgewählte Aufsätze und Vorträge (= Schriftenreihe „Res Matthesiana“. 2). Thorbecke, Sigmaringen 1986, ISBN 3-7995-7029-2.
- Die Auswanderung als politisches Problem in der Ära des Deutschen Bundes (1815–1866) (= Speyerer Forschungsberichte. 128). Mit einer Vorbemerkung von Rudolf Morsey und einem Nachwort von Hans Fenske. Forschungsinstitut für Öffentliche Verwaltung, Speyer 1993, (Zugleich: München, Universität, Habilitations-Schrift, 1953; 2., korrigierte Auflage. ebenda 1995, Digitalisat).